# Cape God World Tour
El Cape God Tour es la primera gira de conciertos de la cantante canadiense Allie X la cual promocionará su segundo álbum de estudio "Cape God". La gira debió comenzar el 22 de marzo de 2020 en San Diego para recorrer Norteamérica y Europa en 28 fechas y finalizará 4 de junio de 2020 en Londres. Sin embargo, debido a la pandemia de COVID-19 de 2020, las etapas norteamericana y europea fueron pospuestas hasta nuevo aviso.

## Repertorio
TBA

## Conciertos no celebrados
| Fecha                  | Ciudad         | País           | Recinto                     | Estado                              | Motivo                       |
| ---------------------- | -------------- | -------------- | --------------------------- | ----------------------------------- | ---------------------------- |
| Norteamérica - Etapa I |                |                |                             |                                     |                              |
| 22 de marzo de 2020    | San Diego      | Estados Unidos | House of Blues              | Aplazados (pendiente nuevas fechas) | Pandemia de COVID-19 de 2020 |
| 23 de marzo de 2020    | Santa Ana      | Estados Unidos | The Observatory             | Aplazados (pendiente nuevas fechas) | Pandemia de COVID-19 de 2020 |
| 24 de marzo de 2020    | San Francisco  | Estados Unidos | Slim's                      | Aplazados (pendiente nuevas fechas) | Pandemia de COVID-19 de 2020 |
| 26 de marzo de 2020    | Portland       | Estados Unidos | Holocene                    | Aplazados (pendiente nuevas fechas) | Pandemia de COVID-19 de 2020 |
| 27 de marzo de 2020    | Vancouver      | Canadá         | Venue                       | Aplazados (pendiente nuevas fechas) | Pandemia de COVID-19 de 2020 |
| 28 de marzo de 2020    | Seattle        | Estados Unidos | The Sunset                  | Aplazados (pendiente nuevas fechas) | Pandemia de COVID-19 de 2020 |
| 31 de marzo de 2020    | Chicago        | Estados Unidos | Subterranean                | Aplazados (pendiente nuevas fechas) | Pandemia de COVID-19 de 2020 |
| 1 de abril de 2020     | Detroit        | Estados Unidos | The Shelter                 | Aplazados (pendiente nuevas fechas) | Pandemia de COVID-19 de 2020 |
| 2 de abril de 2020     | Toronto        | Canadá         | The Phoenix Concert Theatre | Aplazados (pendiente nuevas fechas) | Pandemia de COVID-19 de 2020 |
| 4 de abril de 2020     | Montreal       | Canadá         | L'Astral                    | Aplazados (pendiente nuevas fechas) | Pandemia de COVID-19 de 2020 |
| 5 de abril de 2020     | Boston         | Estados Unidos | Sonia                       | Aplazados (pendiente nuevas fechas) | Pandemia de COVID-19 de 2020 |
| 7 de abril de 2020     | Nueva York     | Estados Unidos | Avant Gardner               | Aplazados (pendiente nuevas fechas) | Pandemia de COVID-19 de 2020 |
| 8 de abril de 2020     | Philadelphia   | Estados Unidos | Underground Arts            | Aplazados (pendiente nuevas fechas) | Pandemia de COVID-19 de 2020 |
| 9 de abril de 2020     | Washington D.C | Estados Unidos | U Street Music Hall         | Aplazados (pendiente nuevas fechas) | Pandemia de COVID-19 de 2020 |
| 11 de abril de 2020    | Atlanta        | Estados Unidos | Vinyl                       | Aplazados (pendiente nuevas fechas) | Pandemia de COVID-19 de 2020 |
| 12 de abril de 2020    | Nashville      | Estados Unidos | The High Watt               | Aplazados (pendiente nuevas fechas) | Pandemia de COVID-19 de 2020 |
| 15 de abril de 2020    | Austin         | Estados Unidos | The Parish                  | Aplazados (pendiente nuevas fechas) | Pandemia de COVID-19 de 2020 |
| 16 de abril de 2020    | Dallas         | Estados Unidos | House of Blues              | Aplazados (pendiente nuevas fechas) | Pandemia de COVID-19 de 2020 |
| 18 de abril de 2020    | Denver         | Estados Unidos | Marquis                     | Aplazados (pendiente nuevas fechas) | Pandemia de COVID-19 de 2020 |
| 20 de abril de 2020    | Salt Lake City | Estados Unidos | Kilby Court                 | Aplazados (pendiente nuevas fechas) | Pandemia de COVID-19 de 2020 |
| 22 de abril de 2020    | Phoenix        | Estados Unidos | The Rebel Lounge            | Aplazados (pendiente nuevas fechas) | Pandemia de COVID-19 de 2020 |
| 23 de abril de 2020    | Los Ángeles    | Estados Unidos | The Fonda Theatre           | Aplazados (pendiente nuevas fechas) | Pandemia de COVID-19 de 2020 |
| Europa - Etapa II      |                |                |                             |                                     |                              |
| 28 de mayo de 2020     | Milán          | Italia         | Arci Ohibò                  | Aplazados (pendiente nuevas fechas) | Pandemia de COVID-19 de 2020 |
| 30 de mayo de 2020     | Berlín         | Alemania       | Privatclub                  | Aplazados (pendiente nuevas fechas) | Pandemia de COVID-19 de 2020 |
| 31 de mayo de 2020     | Colonia        | Alemania       | Jaki Club                   | Aplazados (pendiente nuevas fechas) | Pandemia de COVID-19 de 2020 |
| 1 de junio de 2020     | Ámsterdam      | Países Bajos   | Melkweg                     | Aplazados (pendiente nuevas fechas) | Pandemia de COVID-19 de 2020 |
| 3 de junio de 2020     | París          | Francia        | Le Pop-Up du Label          | Aplazados (pendiente nuevas fechas) | Pandemia de COVID-19 de 2020 |
| 4 de junio de 2020     | Londres        | Reino Unido    | Heaven                      | Aplazados (pendiente nuevas fechas) | Pandemia de COVID-19 de 2020 |